# Nicéphore Lessard
 (juin 2024).
Nicéphore Lessard (Saint-Guillaume, 8 janvier 1879 - 13 décembre 1951) est un prêtre catholique québécois. Il est le fondateur de la municipalité de Saint-Nicéphore.
Fils de Antoine Lessard et de Alice Villandré, il est ordonné prêtre le 8 avril 1906 au Séminaire de Nicolet. marquant le début d'une carrière de 45 ans au service des communautés du Centre-du-Québec.
Il est successivement vicaire à Sainte-Gertrude, du 18 avril 1906 au 6 février 1907; à Sainte-Sophie, du 6 février 1907 au 19 août 1908; à Saint-François-du-Lac, du 19 août 1908 au 10 septembre 1911;  à Saint-Bonaventure, du 10 septembre 1911 au 25 octobre 1911; puis devient deuxième vicaire à Drummondville à l'église Saint-Frédéric et chapelain des Frères de la Charité, du 25 octobre 1911 au 20 juillet 1915.
Il fonde la municipalité de Saint-Nicéphore en 1916 et devient le premier curé de l'endroit, le 6 janvier 1917. Il quittera ce poste le  19 mars 1923, en raison de problèmes de santé.
Nicéphore Lessard s'occupe à construire le premiér Hôpital Sainte-Croix, Drummondville, le 20 mars 1923 au 7 octobre 1925. Aujourd'hui, ce lieu est devenu le Foyer Saint-Paul.
Nommé curé de Wickham, du 7 janvier 1927 au 6 octobre 1942, pour par la suite se retirer dans sa maison à Drummondville.
Il termine archidiacre et visiteur épiscopal pour les dossiers matrimoniaux du 19 août 1944 jusqu'à son décès, à l'hôpital Sainte-Croix, le 13 décembre 1951. Il avait 72 ans. 